# Cleopatra (film 1912)
Cleopatra è un film muto del 1912 diretto da Charles L. Gaskill, sotto la supervisione di J. Stuart Blackton il cui nome, però, non appare nei titoli.

## Trama
Lo schiavo Pharon diventa il nuovo amante di Cleopatra: per lei e per il suo amore è disposto a tutto, anche a morire. Ma anche la regina conoscerà la passione quando incontrerà Antonio, il generale romano per cui perderà il trono e la vita.

## Produzione
Il film fu prodotto dalla Helen Gardner Picture Players. Venne girato a Tappan (New York).

## Distribuzione
Distribuito dalla United States Film Company, il film uscì nelle sale cinematografiche statunitensi il 13 novembre 1912. Oltre al titolo Cleopatra, era conosciuto con un titolo lungo, Cleopatra: The Romance of a Woman and a Queen e presentato anche come Helen Gardner in Cleopatra.
Nel 1918, una riedizione del film fu distribuita attraverso la Cleopatra Film Company e, il 10 agosto 2000, ne venne presentata la riedizione restaurata in prima tv negli Stati Uniti in una versione di 88 minuti.
Copie del film sono conservate negli archivi dell'International Museum of Photography and Film at George Eastman House (positivo 35 mm) e in collezioni private (positivo 16 mm).